# Algorytm Karacuby
Algorytm Karacuby – algorytm szybkiego mnożenia dużych liczb całkowitych, opracowany przez Anatolija Karacubę w 1960 i opublikowany razem z Jurijem Ofmanem w 1962 roku. Jego złożoność obliczeniowa wynosi Θ{\displaystyle (n^{\log _{2}3}),} w przypadku mnożenia dwóch liczb składających się z n cyfr. Jest on zatem szybszy od algorytmu klasycznego {\displaystyle \Theta (n^{2}),} dla odpowiednio dużych wartości n. Mnożenie niewielkich liczb jest szybsze przy pomocy mniej skomplikowanego algorytmu klasycznego.

## Algorytm
Do pomnożenia dwóch {\displaystyle n}-cyfrowych liczb {\displaystyle x} i {\displaystyle y} przy podstawie {\displaystyle B,} gdzie {\displaystyle n=2m} (jeśli {\displaystyle n} jest nieparzyste, albo {\displaystyle x} ma różną liczbę cyfr niż {\displaystyle y,} można to naprawić, dodając zera po lewej stronie tych liczb), rozpisujemy je jako:
{\displaystyle x=x_{1}B^{m}+x_{2}}
{\displaystyle y=y_{1}B^{m}+y_{2}}
gdzie {\displaystyle x_{2}} i {\displaystyle y_{2}} są mniejsze niż {\displaystyle B^{m}.} Wynik mnożenia wynosi wtedy:
{\displaystyle {\begin{aligned}xy&=(x_{1}B^{m}+x_{2})(y_{1}B^{m}+y_{2})\\[2px]&=x_{1}y_{1}B^{2m}+(x_{1}y_{2}+x_{2}y_{1})B^{m}+x_{2}y_{2}\end{aligned}}}
Standardową metodą byłoby pomnożenie czterech czynników osobno i dodanie ich po odpowiednim przesunięciu. Daje to algorytm działający w czasie {\displaystyle O(n^{2}).} Karacuba zauważył, że możemy ten sam wynik uzyskać, wykonując tylko trzy mnożenia:
{\displaystyle X=x_{1}y_{1}}
{\displaystyle Y=x_{2}y_{2}}
{\displaystyle Z=(x_{1}+x_{2})(y_{1}+y_{2})-X-Y}
Dostajemy wtedy
{\displaystyle {\begin{aligned}Z&=(x_{1}y_{1}+x_{1}y_{2}+x_{2}y_{1}+x_{2}y_{2})-x_{1}y_{1}-x_{2}y_{2}\\[2px]&=x_{1}y_{2}+x_{2}y_{1}\end{aligned}}}
A zatem {\displaystyle xy=XB^{2m}+Y+ZB^{m};} tym samym kosztem kilku dodawań i odejmowań zmniejszyliśmy liczbę mnożeń z czterech do trzech.
Każde z tych mnożeń {\displaystyle m}-cyfrowych liczb możemy znów wykonać za pomocą algorytmu Karacuby, wykorzystując rekurencję.

## Implementacja

### Pseudokod
```
procedure
 
karatsuba
(
num1
,
 
num2
)

  
if
 
(
num1
 
<
 
10
)
 
or
 
(
num2
 
<
 
10
)

    
return
 
num1
 
*
 
num2

  
/* Obliczanie długości liczb */

  
n
 
=
 
max
(
size_base10
(
num1
),
 
size_base10
(
num2
))

  
m
 
=
 
n
 
/
 
2

  
/* Podział sekwencji cyfr na pół*/

  
high1
,
 
low1
 
=
 
split_at
(
num1
,
 
m
)

  
high2
,
 
low2
 
=
 
split_at
(
num2
,
 
m
)

  
/* 3 wywołania dla liczb o długości w przybliżeniu mniejszych o połowę */

  
X
 
=
 
karatsuba
(
high1
,
 
high2
)

  
Y
 
=
 
karatsuba
(
low1
,
 
low2
)

  
Z
 
=
 
karatsuba
((
low1
 
+
 
high1
),
 
(
low2
 
+
 
high2
))
 
-
 
X
 
-
 
Y

  
return
 
(
X
 
*
 
10
 
^
 
(
2
 
*
 
m
))
 
+
 
((
Z
)
 
*
 
10
 
^
 
(
m
))
 
+
 
(
Y
)

```

## Przykład
Chcemy obliczyć iloczyn liczb 1234 i 5678. W tym wypadku {\displaystyle B=10} i {\displaystyle m=2.} Mamy
{\displaystyle 12\ 34=12\cdot 10^{2}+34}
{\displaystyle 56\ 78=56\cdot 10^{2}+78}
{\displaystyle X=12\cdot 56=672}
{\displaystyle Y=34\cdot 78=2652}
{\displaystyle Z=(12+34)(56+78)-X-Y=46\cdot 134-672-2652=2840}
{\displaystyle X10^{2\cdot 2}+Y+Z10^{2}=672\ 0000+2652+2840\ 00=\mathbf {7006652} =1234\cdot 5678}

## Złożoność
Niech {\displaystyle T(n)} oznacza liczbę operacji potrzebnych do pomnożenia dwóch {\displaystyle n}-cyfrowych liczb za pomocą algorytmu Karacuby. Dostajemy równanie rekurencyjne:
{\displaystyle T(n)=3T(n/2)+cn+d}
dla pewnych stałych {\displaystyle c} i {\displaystyle d.} Jego rozwiązaniem jest funkcja rzędu {\displaystyle \Theta (n^{\log _{2}3}).}
{\displaystyle \log _{2}3} wynosi w przybliżeniu 1.585, a więc dla dużych {\displaystyle n} funkcja ta ma mniejszą wartość od funkcji kwadratowej. Z powodu kosztów wywołań rekurencyjnych algorytm ten nie jest opłacalny dla małych {\displaystyle n.} Zwykle przyjmuje się, że zaczyna być on opłacalny dla liczb kilkusetbitowych.
Pomysł dzielenia czynników na mniejsze części można uogólnić. Dzieląc każdy z czynników na 3 fragmenty, można zamiast 9 mnożeń wykonać 5, osiągając algorytm o złożoności {\displaystyle \Theta (n^{\log _{3}5}).} Dalsze zwiększanie liczby części również daje pewien zysk (kosztem znacznego skomplikowania algorytmu), ale jeszcze lepsze wyniki można uzyskać, wykorzystując szybką transformatę Fouriera. Daje to najszybszy znany algorytm mnożenia – algorytm Schönhage-Strassena, który jest stosowany do mnożenia liczb złożonych z dziesiątek tysięcy bitów.